# Plectrocnemia resa
Plectrocnemia resa är en nattsländeart som beskrevs av Malicky och Chantaramongkol 1993. Plectrocnemia resa ingår i släktet Plectrocnemia och familjen fångstnätnattsländor. Inga underarter finns listade i Catalogue of Life.